# Szelków (gromada)
Szelków (alt. Szelków Stary) – dawna gromada, czyli najmniejsza jednostka podziału terytorialnego Polskiej Rzeczypospolitej Ludowej w latach 1954–1972.
Gromady, z gromadzkimi radami narodowymi (GRN) jako organami władzy najniższego stopnia na wsi, funkcjonowały od reformy reorganizującej administrację wiejską przeprowadzonej jesienią 1954 do momentu ich zniesienia z dniem 1 stycznia 1973, tym samym wypierając organizację gminną w latach 1954–1972.
Gromadę Szelków z siedzibą GRN w Szelkowie (Starym) utworzono – jako jedną z 8759 gromad na obszarze Polski – w powiecie makowskim w woj. warszawskim, na mocy uchwały nr VI/10/6/54 WRN w Warszawie z dnia 5 października 1954. W skład jednostki weszły obszary dotychczasowych gromad Laski, Magnuszew Mały, Magnuszew Duży, Orzyc, Przeradowo, Rostki Stróżne(), Smrock Kolonia, Strachocin Nowy, Strachocin Stary, Szelków Nowy i Szelków Stary ze zniesionej gminy Smrock oraz obszar dotychczasowej gromady Rostki-Kaptury ze zniesionej gminy Sielc tymże powiecie. Dla gromady ustalono 27 członków gromadzkiej rady narodowej.
Gromada przetrwała do końca 1972 roku, czyli do kolejnej reformy gminnej. 1 stycznia 1973 w powiecie makowskim utworzono gminę Szelków.